# 漳州裔臺灣人
漳州裔臺灣人是臺灣閩南裔族群的第二大群體，僅次於泉州裔台灣人。父系祖籍位於福建漳州府（今漳州市等地）和龍巖直隸州（今龍巖市的新羅區及漳平市等地）。其原始母語為閩南語漳州方言。
歷史上，漳州人移民臺灣可至少追溯至荷蘭時期的閩南倭寇首領顏思齊，他曾率領漳泉人於笨港登陸並從事開墾。原鄉漳州平原被稱為「閩南穀倉」，因此漳州移民與其後裔在臺灣西部平原、中部盆地、北部丘陵、平野，以及東部的花東縱谷等地均取得相當優秀的開墾成就。
傳統上，相較於泉州裔台灣人偏向聚居於城市，漳州裔台灣人則多散居於鄉里間。泉州人在航海與經商上取得優異的成就，來自漳州的則在農耕開墾方面有著重大貢獻；也因此，來自泉州的成就多半表現在郊商與宮廟文化上，而來自漳州的則有較多的地主與豪族。清治乾隆中葉，漳泉族群之間因利益衝突與祖籍意識的催化下，經常發生大規模械鬥事件，俗稱「漳泉拚」。除了與泉州族群的衝突，因為鞏固開墾利益而逐漸壯大的會黨，也會因官府介入而引發民變，如林爽文、戴潮春等民變領袖均為漳州人。
實際上，漳州府區劃內亦有操客家話之客家社群存在，分布在平和縣、南靖縣、雲霄縣、詔安縣山區地帶，人口較少，唯獨詔安的客語人口佔三分之一，在漳州客家人之中佔有相當重要的地位。因其介於閩、客過渡地帶的特殊性，移民至台灣的後代較難分界，可能保有明顯客家特質而被歸類為客家裔台灣人，抑或是福佬化而成福佬客。

## 移民背景
明朝中葉以降，漳州人口顯著增加，「生齒日繁，民不足於食，仰給他州， 又地濱海，舟楫通焉，商得其利，而農漸弛」。漳州一地人口大量成長，耕地面積卻未見增長，人口土地關係失調，一遇天災人禍，往往造成重大饑荒。清順治五年（1648）至嘉慶元年（1796），一百五十年間總計發生十七次相當嚴重的饑荒。再者，清廷實施遷界令與海禁令，衍生出沿海地帶產業經濟、社會治安等問題。而臺灣其時未開闢之地甚多，土地肥沃，地價極低，各項產業皆有發展潛力，種種因素皆吸引漳州人的移入。
| 府州／居民（千人） | 漳州府 1,319.5 | 龍巖直隸州 16.0 |
| 比率               | 35.2%          | 0.4%            |

## 文化與信仰

### 音樂和戲劇
- 歌仔（唸歌仔）
- 車鼓弄
- 歌仔戲
- 亂彈戲
- 布袋戲

### 鄉土神信仰
漳州移民渡海至臺灣開墾時，把家鄉神祇信仰一併帶到臺灣。迄今臺灣的閩南裔漳州人仍不忘本，對待與家鄉同名、同神的寺廟，依然祭以鼎盛的香火。開漳聖王為漳州裔最具代表性的鄉土神，開漳聖王廟分佈臺灣各地漳州閩南人開發的地區。
- 漳州府移民跨縣信仰：開漳聖王（漳州客家人亦視為鄉土神）、輔信王公、倪府總管、廣惠尊王、保生大帝（原為泉州同安縣信仰，之後信仰遍佈整個閩南地區）、三山國王（原為廣東潮州信仰。隋開皇十一年（591年）的漳州部分地區曾屬潮州管轄，轄境為漳州梁山以南，包括平和西南地區和雲霄、東山、詔安全境[8]，次年（592年）改隸泉州龍溪縣；唐垂拱二年設立漳州，從泉州割龍溪縣南界地成立[9]。而《太平寰宇記》記載潮州晚至北宋仍屬廣州風俗區）
- 漳州府漳浦縣籍移民：古公三王
- 漳州府平和縣籍移民：三坪祖師
- 漳州府南靖縣籍移民：關聖帝君（不分地域，廣泛信仰的神靈，南靖視為鄉土神）、慚愧祖師
- 漳州府詔安縣籍移民：三官大帝（不分地域，廣泛信仰的神靈，詔安視為鄉土神）、五顯大帝

### 語言
漳州移民主要分佈在中部平原地帶、基隆北海岸、蘭陽平原、嘉南平原和屏東平原；宜蘭、花蓮、桃園以及貢寮一帶的臺灣話腔調和漳州話特徵高度吻合，台中盆地至嘉義山線的內埔腔音韻也偏向漳州話。臺灣話混合第一優勢腔在漳州話和泉州話的比例當中，大部分的音韻聲調和漳州話相似，混入少部分泉州話變體，臺灣南部口音大部分為聲調偏漳州音的臺灣話漳泉混合腔，為目前的第一優勢腔，也是傳媒及廣播常用的臺灣話腔調。

## 外部連結
- 漳州人 （页面存档备份，存于）